# Jacques Dupuis (theoloog)

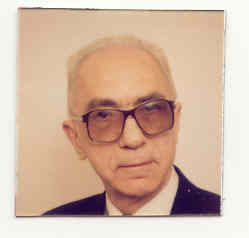
Jacques Dupuis

Jacques Dupuis (Huppaye  (België), 5 december 1923 - Rome, 28 december 2004) was een Belgisch-Indisch theoloog in het domein van het religieuze pluralisme. Hij doceerde vanaf 1949 in India en vanaf 1984 aan de Pontificia Università Gregoriana in Rome. Zijn visie op het pluralisme botste met die van het Vaticaan. 

## Fascinatie door Indische religieuze tradities
Dupuis was een zoon Fernand en Lucie Dupuis. Hij had twee broers en een zus. Op 7 september 1941 werd hij novice bij de jezuïeten. Hij toonde vrij snel interesse om als missionaris naar India te vertrekken. Op 8 december 1948 ging hij in Napels scheep voor Bombay, waar hij twee maanden later arriveerde. Vandaar ging het verder naar Calcutta.
In een nog niet gepubliceerd dagboek vertelde hij over de cultuurschok die hij bij zijn aankomst in Calcutta onderging, dat hij "van bij het begin gefascineerd raakte door deze stad van tegenstellingen" en dat hij "geleidelijk aan haar immense menselijke en culturele erfgoed ontdekte". Zo begon zijn ‘love story’ met India. Jaar na jaar groeide zijn verlangen "om met het religieuze patrimonium van dit land dieper vertrouwd te raken". Als theologiestudent wilde hij "aan de verhouding tussen het christendom en de andere religieuze tradities in de wereld bijzondere aandacht geven". Op 21 november 1954 werd hij tot priester gewijd. Hij vervolgde daarna zijn studies, eerst bij de dominicanen in Hazaribagh, Bihar, daarna aan de universiteit van Calcutta en het De Nobili College in Poona.
In september 1957 werd hij naar de Gregoriana in Rome gestuurd voor een doctoraat in de theologie, dat hij in februari 1959 behaalde. Daarna werd hij professor aan het St. Mary’s College van Kurseong. Met aandacht volgde hij de theologische en pastorale ontwikkelingen van het Tweede Vaticaans Concilie (1962-65). Hij werd door de Indiase bisschoppenconferentie als raadgever aangewezen en oefende jarenlang invloed uit.
Toen in 1971 de theologische faculteit van Kurseong naar Delhi werd overgebracht, maakte Dupuis de tweeduizend kilometer lange reis per motorfiets. In Delhi werkte hij nog nauwer met de bisschoppenconferentie, onder leiding van aartsbisschop Henry D’Souza, samen en werd hij geregeld om raad gevraagd door de Federatie van Aziatische bisschoppenconferenties. Toen Dupuis in 2003 zijn tachtigste verjaardag vierde, getuigde de voormalige aartsbisschop van Calcutta: "Hij was een groot theoloog en de kerk van India is hem ontzettend veel verschuldigd."

## Theoloog van de dialoog
In die periode schreef Dupuis geregeld in Vidyajyoti, een tijdschrift voor theologische reflectie. Van 1977 tot 1984 was hij er hoofdredacteur van. Samen met Josef Neuner publiceerde hij The Christian Faith in the Doctrinal Documents of the Catholic Church, een eerste werk over kerkelijke leerstellige documenten. In 2001 kwam er, met de hulp van tien medewerkers van de Gregoriana, een zevende uitgave van 1.135 bladzijden.
Dupuis vergezelde in 1974 aartsbisschop en later kardinaal Lawrence Picachy naar Rome voor de bisschoppensynode over evangelisatie. Aan zijn leeropdracht in India kwam in mei 1984 een einde, toen de generaal-overste van de jezuïeten, Peter-Hans Kolvenbach, hem aan de Gregoriana benoemde. Tussendoor drukte hij zijn stempel op het werk van de pauselijke Raad voor interreligieuze dialoog, waarvan hij van 1985 tot 1995 lid was.
In zijn belangrijkste werk, Towards a Christian Theology of Religious Pluralism (1997) probeert Dupuis een theologische uitwerking te geven aan het verlangen naar wederzijds respect en samenwerking tussen de religies zoals die door Vaticanum II waren uitgesproken, zij het binnen de grenzen van de eigen identiteit. In het theologische debat dat daarop volgde, zocht Dupuis naar een inclusief-pluralistische positie tussen enerzijds de exlusieve, dialectische theologie die o.a. aansloot op Karl Barth en die Christus als uitsluitend begrip van God beschouwt en anderzijds radicale, pluralistische theologen (bv. John Hick) die ter wille van de dialoog met andere wereldreligies niet meer christocentrisch, maar theocentrisch zijn gaan redeneren: niet Christus, maar God verbindt de wereldreligies. Dupuis stelde, vanuit zijn inclusieve denken, dat Christus’ verlossing in alle religies werkzaam is. Het boek sloeg aan, maar betekende voor hem persoonlijk het begin van veel lijden en het einde van zijn opdracht als professor. Wereldwijd werd hij als theologisch voortrekker gewaardeerd, als ontdekker van een van de grootste theologische vragen van onze tijd. In oktober 1998 opende de Congregatie voor de Geloofsleer een onderzoek naar dit werk. Pas in 2001 werd het onderzoek afgerond met de publicatie van een ‘Notificatie’ in L’Osservatore Romano van 26 februari 2001. Daarin stond dat het boek van Dupuis ontegensprekelijk enkele ‘ambiguïteiten’ bevatte, maar er van een leerstellige of theologische dwaling geen sprake was. 
Er volgden nog andere boeken, onder meer Christianity and the Religions: From Confrontation to Dialogue (2002). Een aantal manuscripten kreeg geen kerkelijke goedkeuring en is niet uitgegeven. Sinds 2001 en tot kort voor zijn dood kreeg Dupuis uitnodigingen om in verschillende continenten lezingen te houden. Hij kreeg diverse eredoctoraten.